# Apl.de.ap
Аллен Пинеда Линдо (англ. Allen Pineda Lindo, 28 ноября 1974, Анхелес) — американский рэпер и продюсер филиппинского происхождения, также известный как участник коллектива Black Eyed Peas, выступающий под псевдонимом apl.de.ap (эпл.ди.эп).

## Биография и творчество
Родился 28 ноября 1974 года, на Филиппинах. С ранних лет его берут на присмотр приёмные родители.
В восьмом классе покидает школу вместе со своим товарищем Уильямом Адамсом. Вместе они создают танцевальную группу «Tribal Nation». Благодаря знакомству с Уиллом Адамсом Аллен выучил английский язык (хотя до сих пор говорит с акцентом) и в поисках славы отправился вместе с Адамсом в Голливуд. После первых неудач и разочарований Аллена и Уильяма заметил музыкант Eazy-E. Чуть позже переименовываются в «Atban Klann». После прихода в группу MC Джейми Гомеса, они становятся «Black Eyed Peas».
Аллен берёт себе псевдоним apl.de.ap (апл.ди.ап). В коллективе играет роль исполнителя песен на тагальском языке. В 2003 году на пару с товарищем по команде will.i.am пишет песню «The apl song», про необычайно трудную жизнь на Филиппинах.
Пел с такими знаменитостями как Бенни Бенасси, Ферги, will.i.am и другие.